# Hiszam Mustafa
Hiszam Ahmad Muhammad Mustafa (arab. هشام أحمد محمد مصطفى) – egipski zapaśnik walczący w stylu wolnym. Srebrny medalista igrzysk afrykańskich w 1991. Wicemistrz Afryki w 1997. Trzeci na igrzyskach panarabskich w 1997. Piąty w igrzyskach frankofońskich w 1994 roku.